# ارین چان
ارین چان (انگلیسی: Erin Chan؛ زادهٔ ۹ اوت ۱۹۷۹) از برندگان مدال‌های بازی‌های المپیک تابستانی و شناگر موزون اهل کانادا است.